# HPVワクチン薬害訴訟全国弁護団
HPVワクチン薬害訴訟全国弁護団（えいちぴーぶいわくちんやくがいそしょうぜんこくべんごだん）は、日本の活動家団体。 HPVワクチン接種による副作用の被害を受けたとする人々の弁護活動その他を行っている。

## 概要
2016年7月27日、HPVワクチン接種により健康被害を受けたとする患者の訴えを全国４地裁一斉提訴して発足した。
薬害オンブズパースン会議と緊密に連携して活動している。薬害オンブズパースン会議の事務局長と当団体の共同代表が同一人物である。事務局長の水口真寿美はHPVワクチン薬害訴訟全国弁護団の共同代表を務める。